# Vitor Thiré
Vítor Nicolau Thiré Maranhão (Rio de Janeiro, 30 de dezembro de 1993) é um ator brasileiro.

## Biografia
Nascido em uma família de artistas, é filho do ator e cantor Luiz Nicolau Maranhão e da atriz Luísa Thiré, é também bisneto da consagrada atriz Tônia Carrero, neto de Cecil Thiré, e sobrinho dos atores Miguel Thiré e Carlos Thiré.

## Carreira
Começou a carreira no curso de Teatro O Tablado em 2004, estudando paralelamente numa escola de musicais, "Catsapá" onde fez circo, canto, sapateado e dança. Nos palcos estreiou aos sete anos e atuou em peças como O Casamento da Dona Baratinha com Olívia Torres e O Boi e o Burro no Caminho de Belém. Em 2008, estreou na TV, interpretando Cris, o neto do bicheiro Anésio Gebara na segunda temporada de Filhos do Carnaval, série da HBO.

## Filmografia

### Televisão
| Ano     | Novela                      | Personagem        | Nota                                                            |
| ------- | --------------------------- | ----------------- | --------------------------------------------------------------- |
| 2008    | Filhos do Carnaval          | Cris              | Episódio: "19 de maio"                                          |
| 2009    | Procura-se um Príncipe      | Participante      |                                                                 |
| 2010    | Desenrola Aí                | Amaral            |                                                                 |
| 2011    | Dilemas de Irene            | Victor            | Episódio: "Roupas"                                              |
| 2012    | As Brasileiras              | Miguel            | Episódio: "A Mamãe da Barra"                                    |
| 2012    | Amor Eterno Amor            | Felipe            | Episódio: "5 de março"                                          |
| 2013–14 | Malhação Casa Cheia         | Sidney Aguiar     | Temporada 21                                                    |
| 2015    | Não Se Apega, Não           | Dudu              | Episódio: "29 de novembro"                                      |
| 2016    | Liberdade, Liberdade        | Ventura Rubião    |                                                                 |
| 2017    | Filhos da Pátria            | Paulo Roberto     | Episódio: "Seres Humanos Como Nós" Episódio: "Santo do Pau Oco" |
| 2018    | Se Eu Fechar os Olhos Agora | Danilo            |                                                                 |
| 2018    | Sob Pressão                 | Fred              | Episódio 11                                                     |
| 2019    | Órfãos da Terra             | Davi Roth Fischer |                                                                 |
| 2019–21 | Aruanas                     | André             |                                                                 |
| 2023    | Vai na Fé                   | Lucas Martins     |                                                                 |
| 2025    | Paulo, o Apóstolo           | Grego de Atenas   | Episódio 21                                                     |

### Cinema
| Ano  | Título                         | Personagem | Notas          |
| ---- | ------------------------------ | ---------- | -------------- |
| 2011 | Desenrola                      | Amaral     |                |
| 2014 | Não Pare na Pista              | Albano     |                |
| 2016 | O Lunático                     | Augusto    | Curta-metragem |
| 2018 | Bem-Vindo de Volta             | Felipe     | Curta-metragem |
| 2021 | Inch                           | Gladson    | Curta-metragem |
| 2021 | Missão Cupido                  | Pedestre   |                |
| 2021 | Intervenção: É Proibido Morrer | Fió        |                |
| 2024 | Cedo Demais                    | Lucas      |                |

### Internet
| Ano  | Título  | Personagem |
| ---- | ------- | ---------- |
| 2012 | Partiu? | Léo        |

## Teatro
| Ano     | Título                                            | Personagem         |
| ------- | ------------------------------------------------- | ------------------ |
| 1999–00 | O Casamento da Dona Baratinha                     | Pequeno Polegar    |
| 2002–04 | O Boi e o Burro no Caminho de Belém               |                    |
| 2004–08 | Fazendo Amigos na Fazenda                         |                    |
| 2008–10 | Os Cigarras e Os Formigas                         | João Batista       |
| 2014    | Garotos                                           | Lucast             |
| 2014    | Deu Branco: Cenas improvisadas                    | Vários personagens |
| 2015    | Um Estranho no Ninho                              | Billy Bibbit       |
| 2016    | E o Vento vai Levando tudo Embora                 | Pedro              |
| 2017    | O Aprendiz de Feiticeiro                          | Arthur             |
| 2018–19 | Vou Deixar de Ser Feliz por Medo de Ficar Triste? | Ricardo            |
| 2025    | O Casal Mais Sexy da América                      | Boy do Hotel       |

## Prêmio e indicações
| Ano  | Prêmio                             | Categoria                     | Trabalho                                          | Resultado |
| ---- | ---------------------------------- | ----------------------------- | ------------------------------------------------- | --------- |
| 2018 | Prêmio Botequim Cultural de Teatro | Melhor Ator Coajuvante        | Vou Deixar de Ser Feliz por Medo de Ficar Triste? | Pendente  |
| 2019 | Prêmio APTR de Teatro              | Melhor Ator Coajuvante        | Vou Deixar de Ser Feliz por Medo de Ficar Triste? | Pendente  |
| 2022 | SEC Awards                         | Melhor Ator em Série Nacional | Aruanas                                           | Indicado  |